# Mantissa Plantarum Altera
Mantissa Plantarum Altera (abreviado Mant. Pl. Alt.) es un libro ilustrado con descripciones botánicas que fue editado por el científico, naturalista, botánico y zoólogo sueco que estableció los fundamentos para el esquema moderno de la nomenclatura binomial, Carlos Linneo en el año 1771, con el nombre de Mantissa Plantarum Altera. Generum editionis VI & specierum editionis II. Holmiae. 

## Precuela
Mantissa Plantarum Altera fue la continuación de Mantissa Plantarum editado en 1767.